# Serse Cosmi
Serse Cosmi (Ponte San Giovanni, 5 mei 1958) is een Italiaans voormalig voetballer en huidig voetbaltrainer.

## Spelerscarrière
Cosmi speelde in eigen land voor de bescheiden voetbalclubs Deruta, Julia Spello, Ellera, Foligno, Cannara en Pontevecchio.

## Trainerscarrière
Hij was trainer van achtereenvolgens Arezzo, Perugia, Genoa en Udinese. Door zijn successen bij het nietige Arezzo kon hij aan de slag bij Perugia, waarmee hij in 2003 een UEFA Cup-ticket haalde door winst van de UEFA Intertoto Cup en tegen PSV speelde. Een jaar later degradeerde Perugia echter en ging Cosmi aan de slag bij Genoa, dat onder zijn leiding na tien jaar weer promoveerde naar de Serie A.
Cosmi vertrok bij de club en mocht met zijn nieuwe werkgever uit Udine uitkomen in de UEFA Champions League. Het verblijf bij Udinese was echter geen groot succes: op 10 februari 2006 werd Cosmi ontslagen. In oktober 2009 volgde zijn aanstelling als hoofdtrainer van Serie A-ploeg Livorno. Op 28 februari 2011 werd Cosmi aangesteld door Palermo als opvolger van de eerder die dag ontslagen Delio Rossi. Diens afscheid volgde een dag na 7–0 nederlaag tegen Udinese.

## Erelijst
Perugia
- UEFA Intertoto Cup: 2003